# Omerville
Omerville egy község Franciaországban. Lakosainak száma 325 fő (2022. január 1.).

## Földrajza
Omerville Saint-Gervais, Ambleville, Chaussy, Genainville és Hodent községekkel határos.